# Quinze Millions de mérites
 (octobre 2016).
Si vous disposez d'ouvrages ou d'articles de référence ou si vous connaissez des sites web de qualité traitant du thème abordé ici, merci de compléter l'article en donnant les références utiles à sa vérifiabilité et en les liant à la section « Notes et références ».
Quinze Millions de mérites (Fifteen Million Merits) est le deuxième épisode de la première saison de Black Mirror mettant en vedette Daniel Kaluuya et Jessica Brown Findlay.
Il a été écrit par le créateur de la série Charlie Brooker et son épouse, l'ancienne présentatrice de Blue Peter, Konnie Huq (crédité par son nom de naissance Kanak Huq), et le premier épisode a été diffusé sur Channel 4 le 11 décembre 2011.

## Contexte
Black Mirror est une série d'anthologie dont les épisodes sont liés par un thème commun, là où les autres séries conservent généralement les mêmes acteurs dans les différents épisodes. Chaque épisode est ainsi interprété par des acteurs dans des lieux et des époques distinctes. Black Mirror étant une série dystopique et satirique sur les dangers de la technologie, le thème se concentre sur les conséquences imprévues de celle-ci sur nos existences dans un futur proche, voire immédiat.
Tentant de résumer l'argument de sa série, Brooker écrit : « [les épisodes] traitent tous de la façon dont nous vivons maintenant - et de la façon dont nous pourrions vivre dans 10 minutes si nous sommes maladroits », ajoutant que le « black mirror » du titre fait référence aux écrans éteints de nos ordinateurs, nos téléviseurs et nos smartphones.

## Résumé
L'épisode est une satire sur les spectacles de divertissement et notre insatiable soif de distraction projetée dans un univers de science-fiction.
Dans ce monde, tout un prolétariat vit dans des tours dont on ne sort jamais, condamné à pédaler sur des vélos d'exercice afin d'alimenter la société en énergie électrique, habillé en habits uniformes gris. Tous les murs sont des écrans, la publicité est omniprésente, et on ne peut y échapper qu’en payant des « pénalités » directement prélevées sur un capital qui régit la vie des individus de la tour et que ces derniers peuvent améliorer (en pédalant) ou diminuer (en achetant à manger, en utilisant du dentifrice, en retardant son réveil ou le plus souvent en se procurant des accessoires pour son avatar).
Il y a plusieurs catégories d'ouvriers : des artistes-vedettes (danseurs, chanteurs, acteurs pornographiques). La majorité sont des cyclistes. Il y a aussi les personnes en jaune, des employés obèses qui font le ménage et sont humiliés, symboliquement dans des jeux télévisés ou jeux vidéo ou dans la vie réelle comme exutoire par les pédaleurs. On voit un des cyclistes, qui tousse, réassigné dans cette catégorie.
Un des ouvriers cyclistes, Bingham « Bing » Madsen (Daniel Kaluuya) hérite de la fortune de son frère décédé (représentant un peu plus de 6 mois de travail). Il se lie d’amitié avec une autre ouvrière, Abi Khan (Jessica Brown Findlay) et décide de lui faire don d'une grande partie de cet argent pour qu’elle puisse tenter sa chance à une émission de télé-crochet (Hot Shot) qui permet de faire découvrir des stars, et de les faire sortir de leur condition.
La performance d’Abi ne séduit qu’à moitié les juges de l’émission qui lui proposent plutôt de se lancer dans une carrière d’actrice pornographique sur la chaîne érotique WraithBabes. Sous l’effet d’une boisson droguée, distribuée aux candidats, qui rend passif, elle accepte, ce qui rend Bing fou de rage. Il le devient encore plus lorsqu'il est forcé de regarder la première d'Abi, car il n'a pas assez d'argent pour se permettre de passer les publicités ; il casse alors un écran et en garde un tesson.
Bing, qui est alors sans le sou, décide de remonter la pente, et travaille d’arrache-pied pour reconstituer le capital nécessaire à une participation au jeu (15 millions de « mérites »). Il finit par y parvenir, et une fois sur scène, interrompt sa performance en direct pour dénoncer avec véhémence l’injustice du système en menaçant de se suicider par sectionnement (avec le tesson qu'il est parvenu à extraire et conserver sur lui) si on lui coupe la parole. Les juges choisissent de considérer son discours comme une performance et l'un d'entre eux (le juge Hope) lui propose d'avoir sa propre émission bihebdomadaire de 30 minutes sur ce concept.
La scène finale dévoile brièvement la nouvelle vie de Bing qui a accepté le confort et la compromission : le système a encore gagné. Bing a cependant conservé son tesson ainsi qu'une statue d'un pingouin. Le dernier plan de l'épisode est laissé à la libre interprétation du spectateur : après l'une de ses émissions, Bing sirote un verre de jus de fruits (disponible « gratuitement ») en contemplant une immense forêt au-dehors. S'agit-il réellement de la réalité extérieure ou s'agit-il une fois de plus d'un écran projetant une image ?

## Fiche technique
- Titre français : 15 millions de mérites
- Titre original : Fifteen Million Merits
- Réalisation : Euros Lyn
- Scénario : Charlie Brooker, Konnie Huq
- Production : Barney Reisz pour Zeppotron
- Durée : 62 minutes
- Pays d'origine :  Royaume-Uni
- Diffusion originale :
  -  Royaume-Uni : le 4 décembre 2011 sur Channel 4
  -  France : le 8 mai 2014 sur France 4

## Distribution
- Daniel Kaluuya (VF : Frantz Confiac) : Bingham Madsen, surnommé « Bing »
- Jessica Brown Findlay (VF : Magali Rosenzweig) : Abi Khan
- Rupert Everett (VF : Bernard Allouf) : juge Hope
- Julia Davis (VF : Susan Sindberg) : juge Charity
- Ashley Thomas (VF : Julien Chatelet) : juge Wraith
- Paul Popplewell (VF : Fabrice Lelyon) : Dustin
- Isabella Laughland (en) (VF : Geneviève Doang) : Swift
- David Fynn : Oliver
- Colin Michael Carmichael : Kai
- Hannah John-Kamen (VF : Pascale Chemin) : Selma Telse
- Kerrie Hayes (VF : Nathalie Homs) : Glee
- Eugene O'Hare (VF : Stéphane Pouplard) : Hammond